# 자스니츠

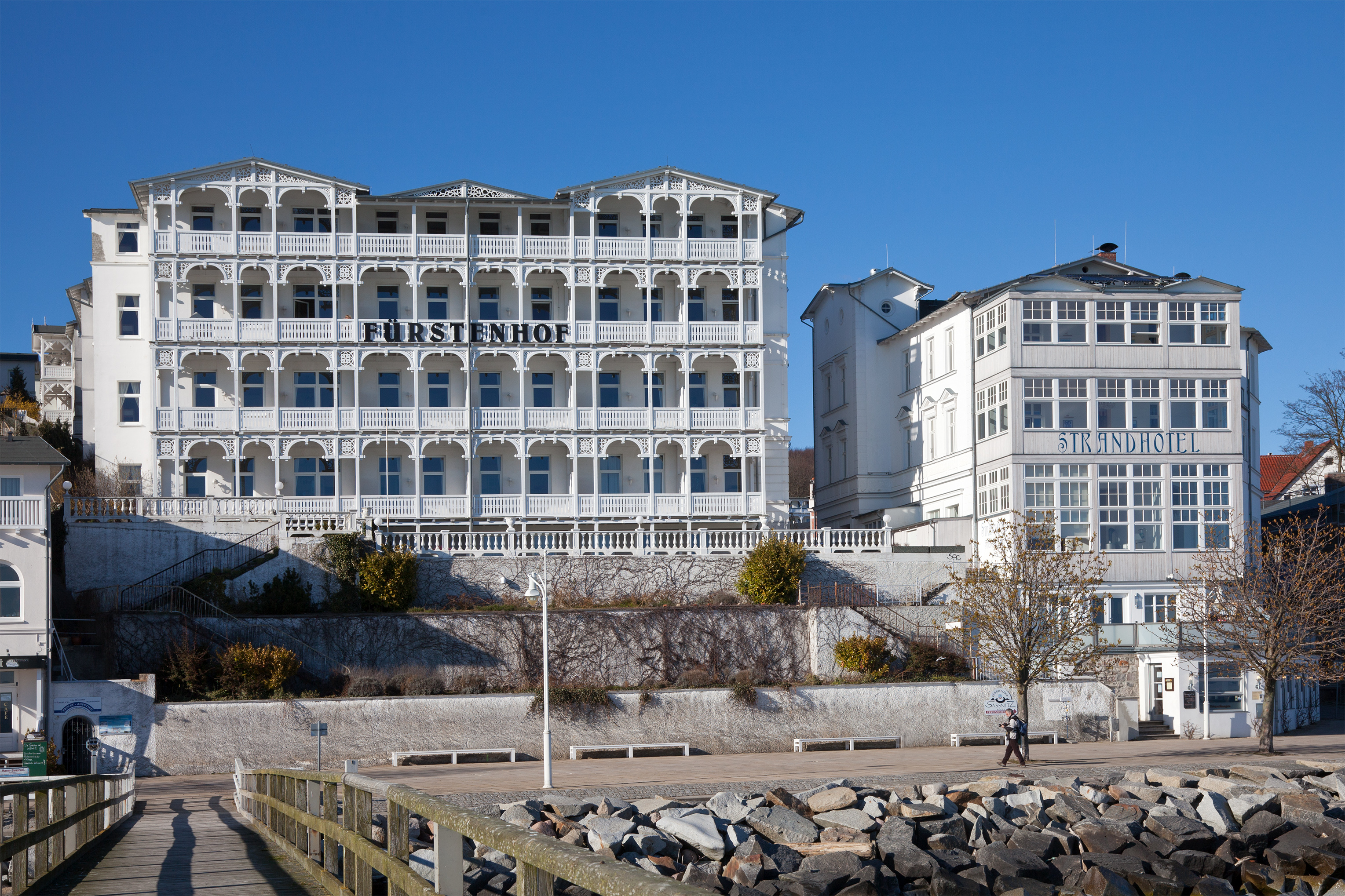

자스니츠(독일어: Sassnitz, Saßnitz)는 독일 메클렌부르크-포어포메른 주에 있는 뤼겐섬의 야스문트(Jasmund) 반도에 위치한 마을이다. 2012년 기준 인구는 9,498명이다.
1906년부터 본격적으로 개발되기 시작하였다. 해수욕장 리조트와 항구로 잘 알려진 도시이며, 특유의 백악 절벽 지형과 함께 인근에 야스문트 국립 공원이 있다.

## 같이 보기
- 뤼겐 섬